# Nils Duerinck
Nils Duerinck (* 20. März 1984 in Vilvoorde) ist ein ehemaliger belgischer Leichtathlet, der sich auf den 400-Meter-Lauf spezialisiert hat. 2012 wurde er mit der belgischen 4-mal-400-Meter-Staffel Europameister und 2010 wurde er Vizehallenweltmeister.

## Sportliche Laufbahn
Erste internationale Erfahrungen sammelte Nils Duerinck im Jahr 2005, als er bei den U23-Europameisterschaften in Erfurt im Semifinale über 400 Meter disqualifiziert wurde. Anschließend schied er bei der Sommer-Universiade in Izmir mit 46,79 s im Halbfinale aus. 2009 schied er bei den Studentenweltspielen in Belgrad mit 47,24 s erneut im Halbfinale aus und belegte mit der belgischen 4-mal-400-Meter-Staffel in 3:06,61 min den vierten Platz. Anschließend belegte er auch bei den Weltmeisterschaften in Berlin in 3:01,88 min den vierten Platz. Im Jahr darauf kam er bei den Hallenweltmeisterschaften in Doha im Vorlauf über 4-mal 400 Meter zum Einsatz und trug damit zum Gewinn der Silbermedaille bei. Ende Juli schied er bei den Europameisterschaften in Barcelona mit 50,46 s im Halbfinale im 400-Meter-Hürdenlauf aus und trug durch seinen Vorlaufeinsatz im Staffelbewerb zum Gewinn der Bronzemedaille bei. 2011 gewann er bei den Halleneuropameisterschaften in Paris in 3:06,57 min gemeinsam mit Jonathan Borlée, Antoine Gillet und Kevin Borlée die Bronzemedaille hinter den Teams aus Frankreich und dem Vereinigten Königreich. Im August schied er bei der Sommer-Universiade in Shenzhen mit 50,80 s im Semifinale über 400 m Hürden aus und anschließend belegte er bei den Weltmeisterschaften in Daegu mit der Staffel in 3:00,41 min den vierten Platz. Im Jahr darauf kam er bei den Europameisterschaften in Helsinki im Vorlauf der Staffel zum Einsatz und trug damit zum Gewinn der Goldmedaille bei. Anschließend verhalf er der Staffel bei den Olympischen Sommerspielen in London zum Finaleinzug. 2013 bestritt er seine letzte Wettkampfsaison und beendete daraufhin seine aktive sportliche Karriere im Alter von 29 Jahren.
In den Jahren 2004 und 2005 sowie 2009, 2011 und 2013 wurde Duerinck belgischer Hallenmeister im 400-Meter-Lauf.

## Persönliche Bestleistungen
- 400 Meter: 46,31 s, 17. Juni 2012 in Brüssel
  - 400 Meter (Halle): 47,23 s 20. Februar 2011 in Gent
- 400 m Hürden: 50,22 s, 5. Juni 2010 in Oordegem